# Новые Докторовичи (Копыльский район)
Новые Докторовичи (бел. Но́выя До́ктаравічы) — агрогородок в Копыльском районе Минской области Белоруссии. Административный центр Докторовичского сельсовета.

## География
Расположен в 10 км в направлении на юго-восток от города Копыль, в 125 км от Минска, в 3 км от железнодорожного остановочного пункта Морочь.
К агрогородку прилегает деревня Докторовичи.

### Гидрография
Через агрогородок протекает река Копанка (Морочь).

## История
В 2010 году деревня Новые Докторовичи преобразована в агрогородок.

## Население

### Численность
- 2019 год — 335 жителей

### Динамика
- 2000 год — 446 жителей, 191 двор[3]
- 2009 год — 343 жителей (перепись населения)[4]
- 2019 год — 335 жителей (перепись населения)

## Инфраструктура
- Почтовое отделение

## Экономика
- ГП «Докторовичи»

## Культура
- Клуб

## Достопримечательность
- Бывшее здание спиртзавода

### Памятник, скульптура
- Памятник В. И. Ленину
- Памятник землякам, погибшим в Великой Отечественной войне[3]
- Памятный знак в честь 90-летия сельхозпредприятия ГП «Докторовичи»

## Галерея

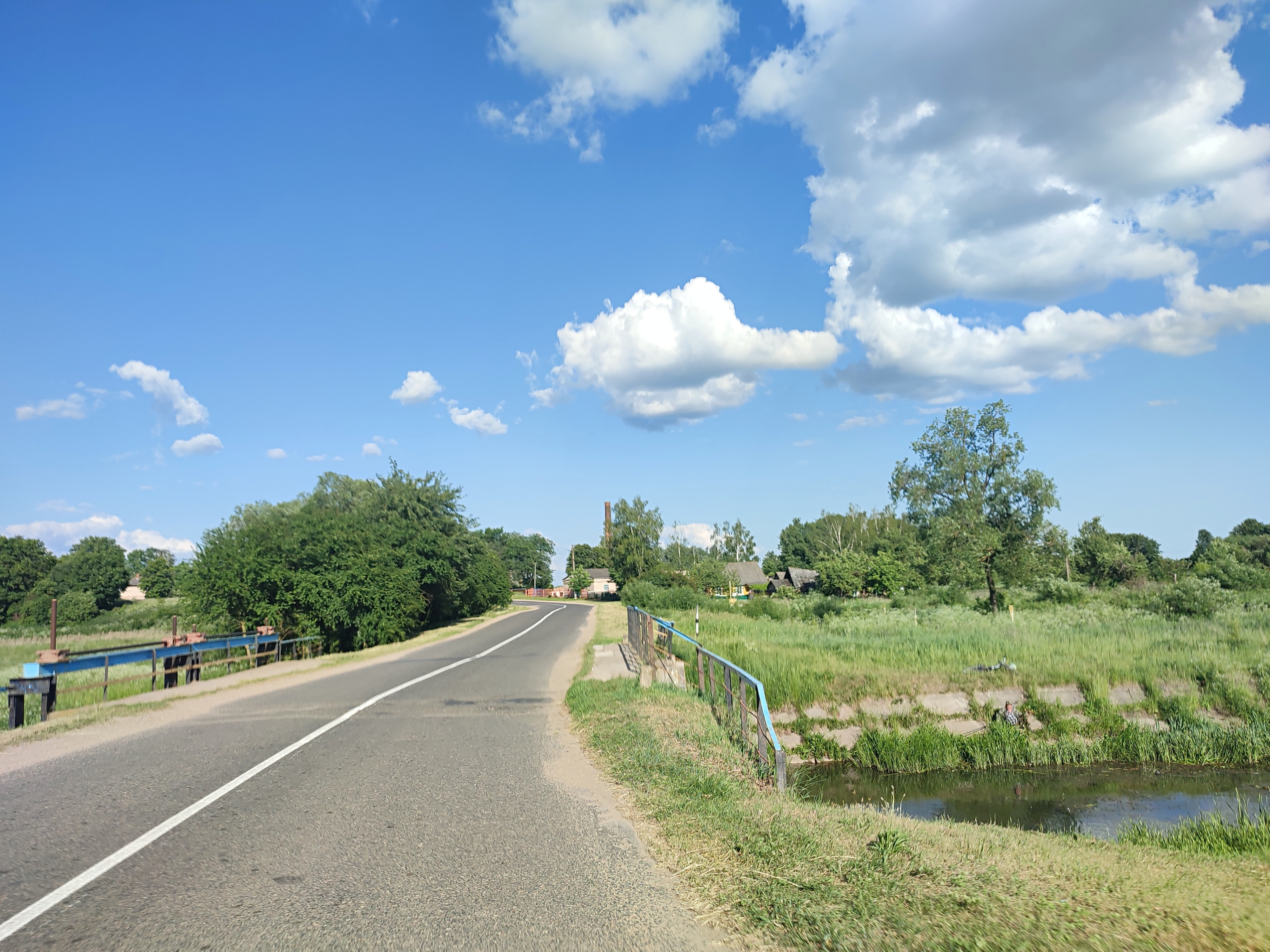
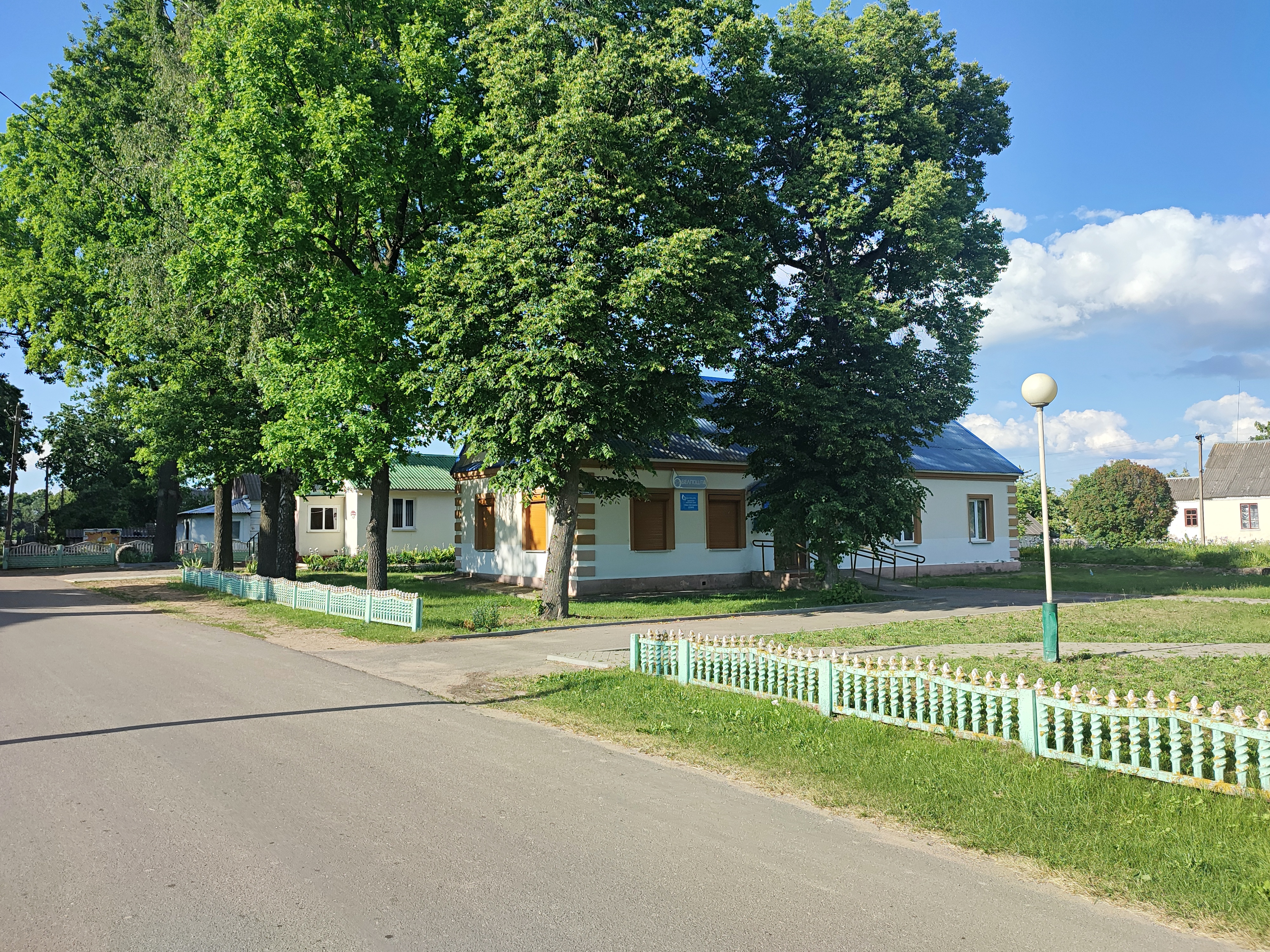
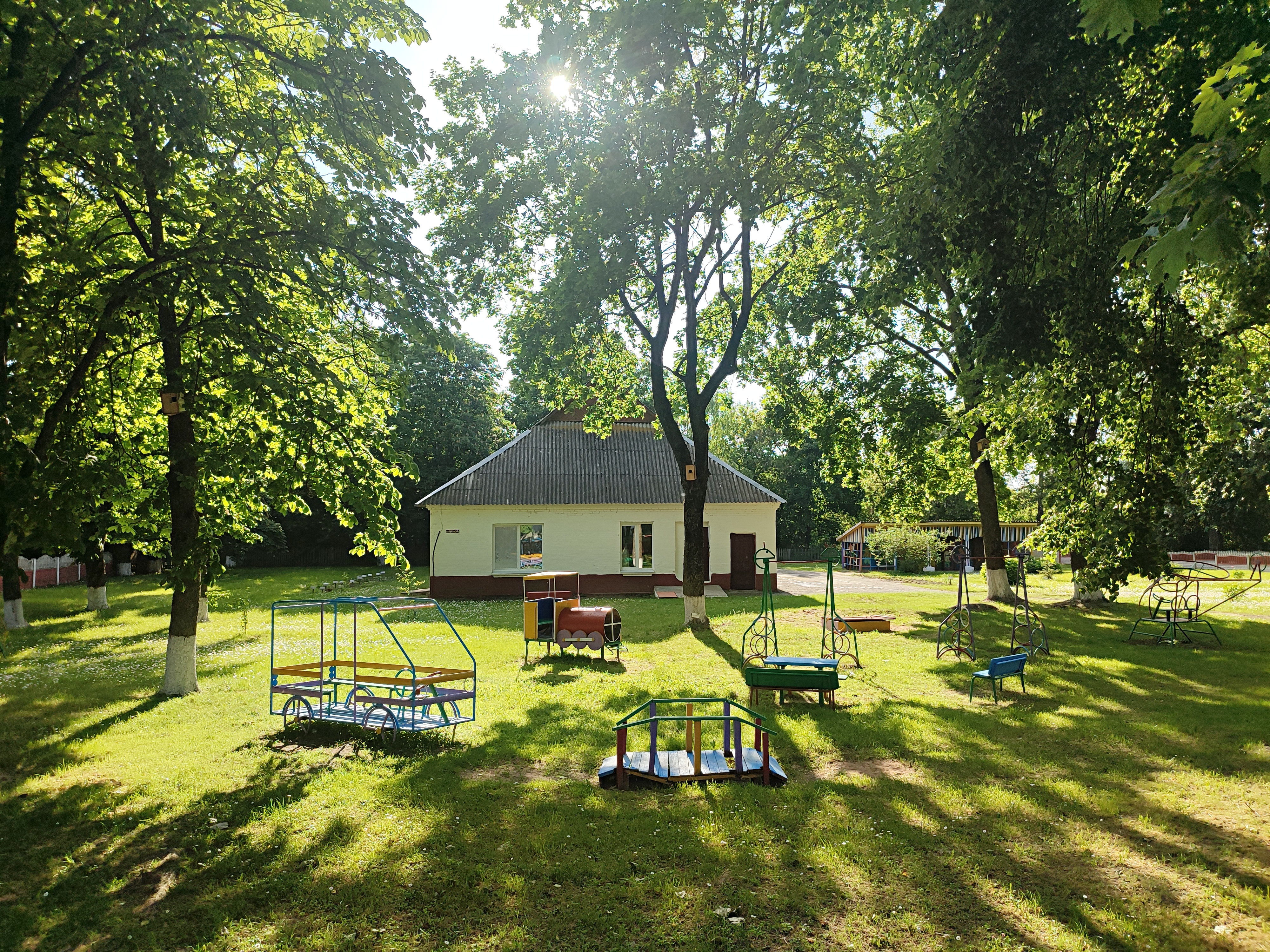
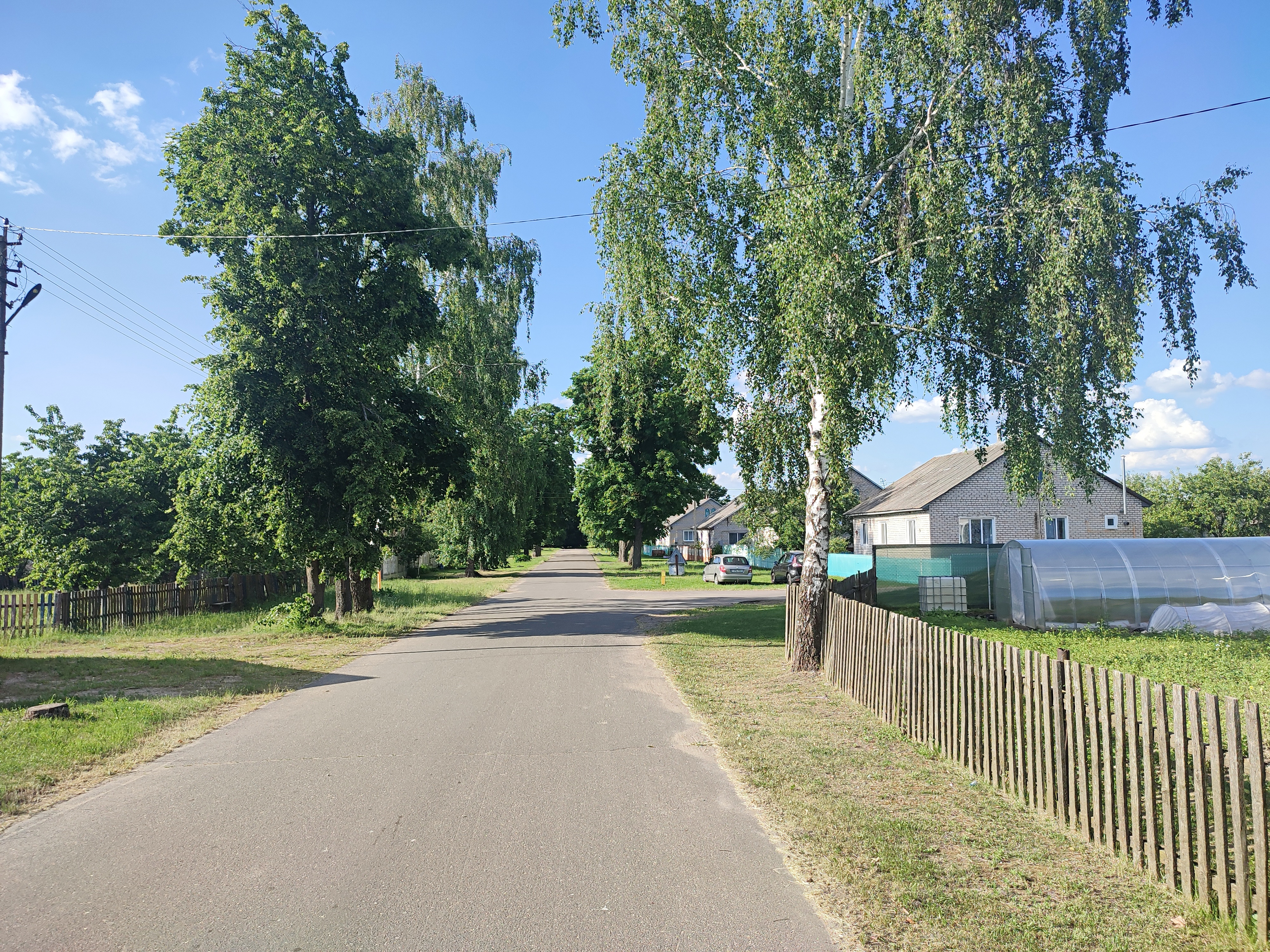
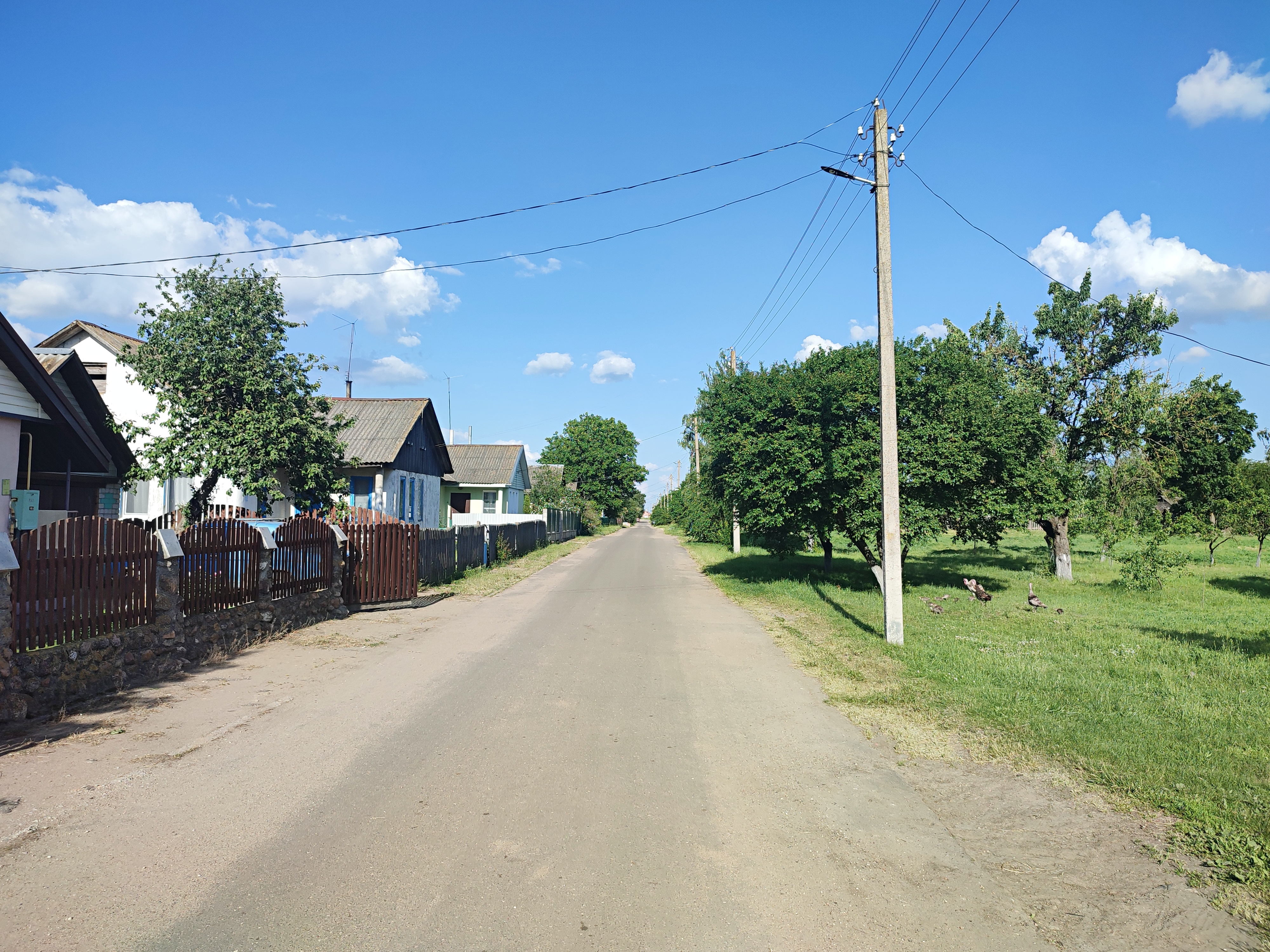
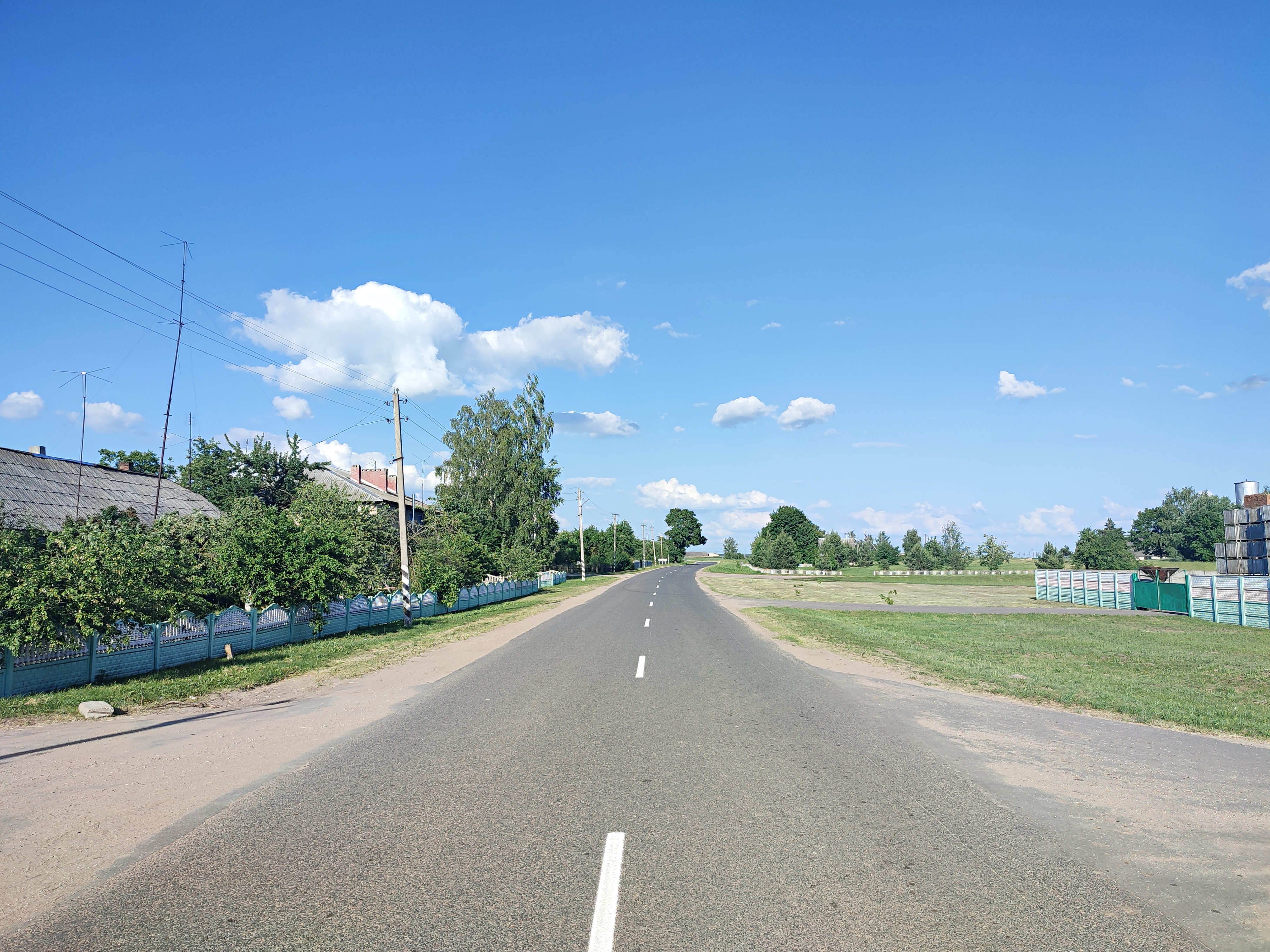
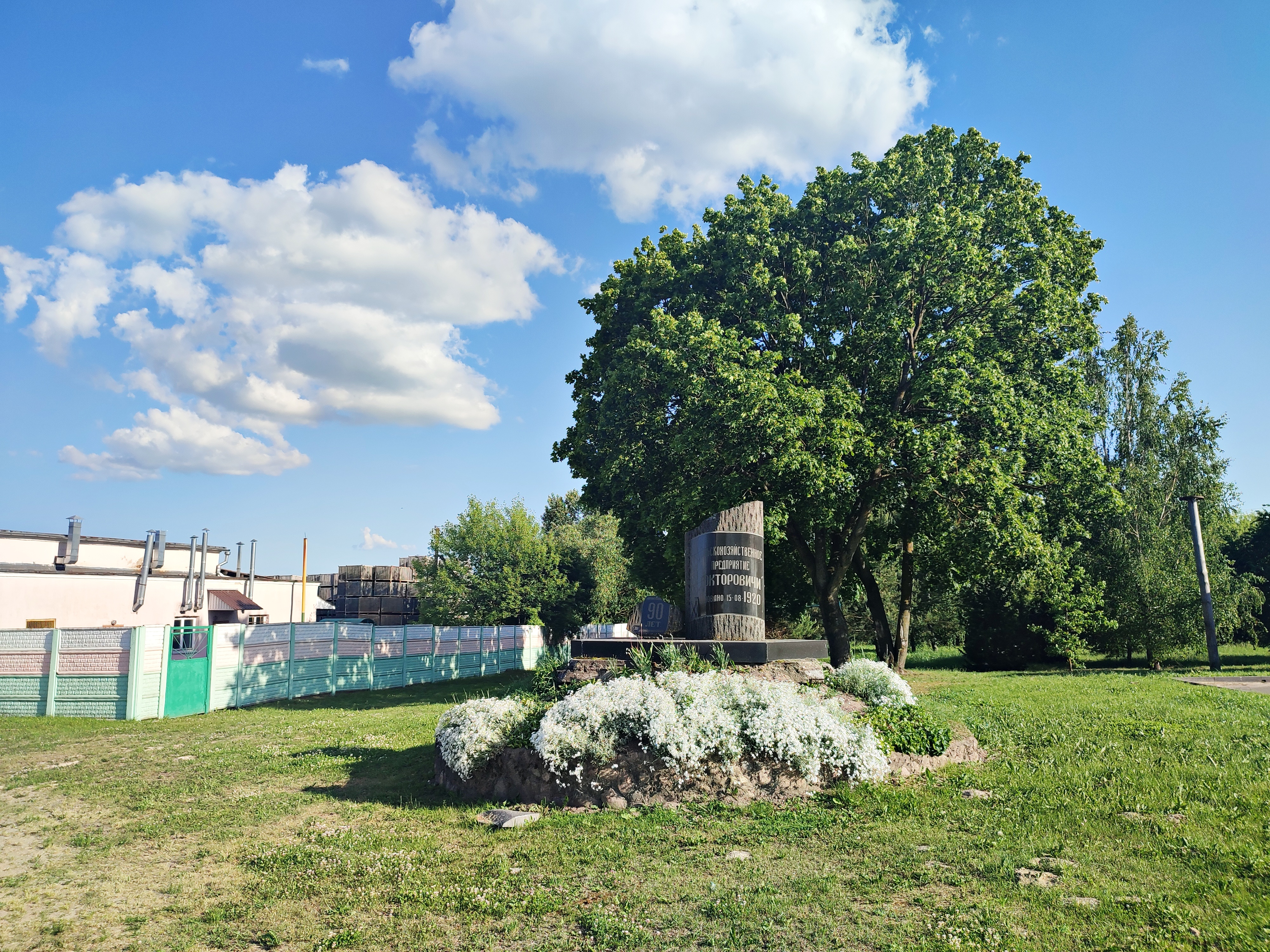
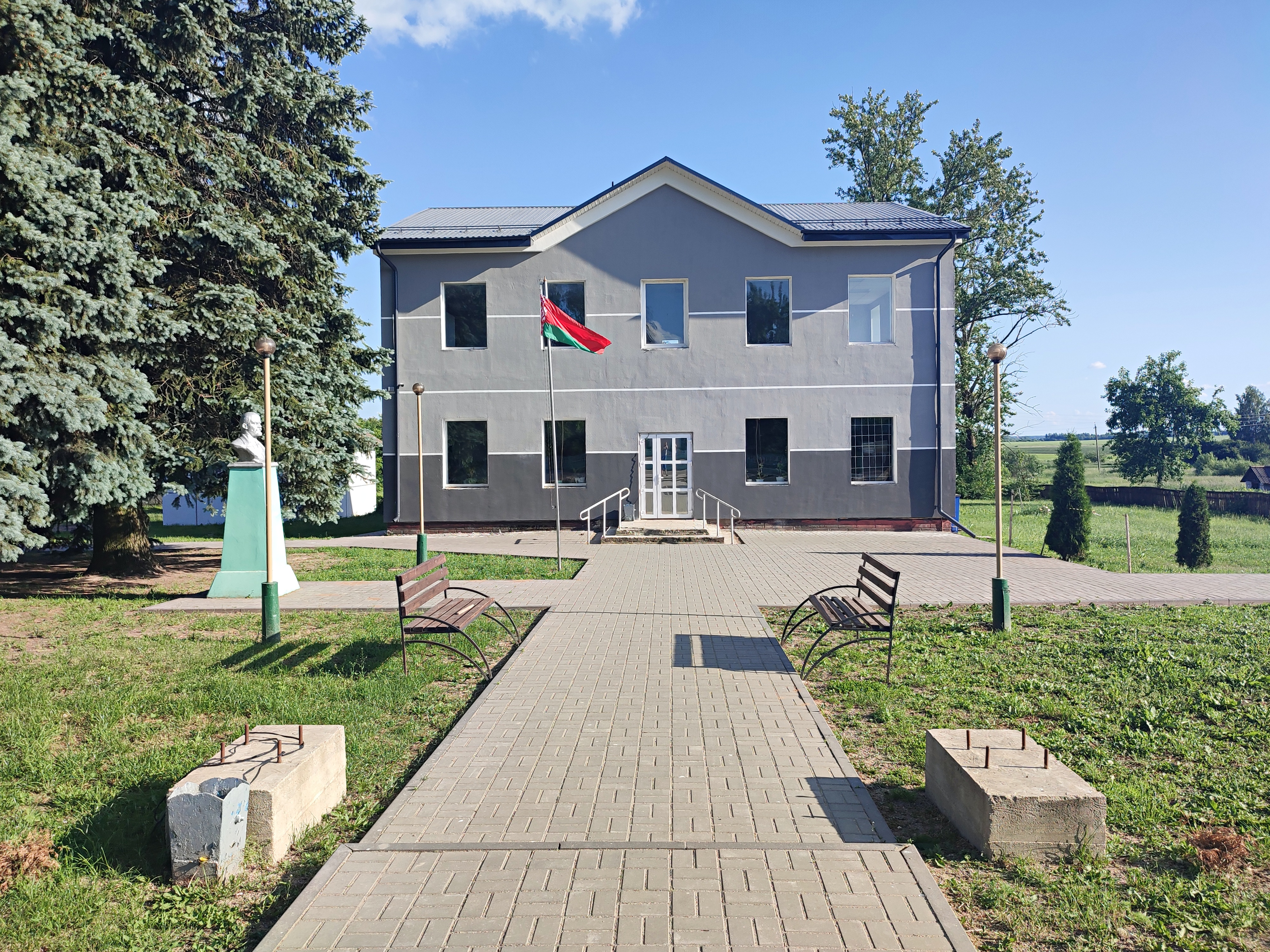
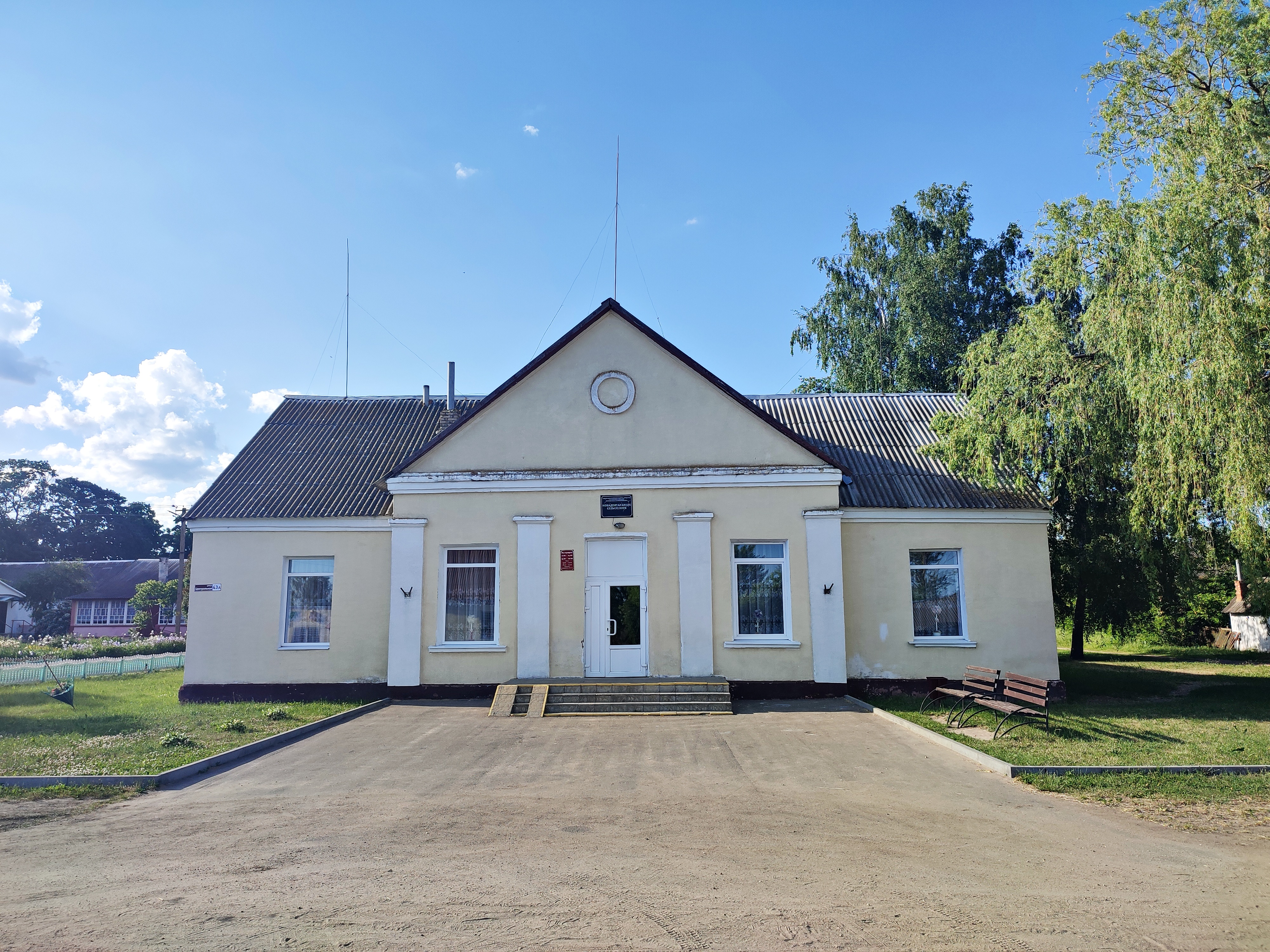
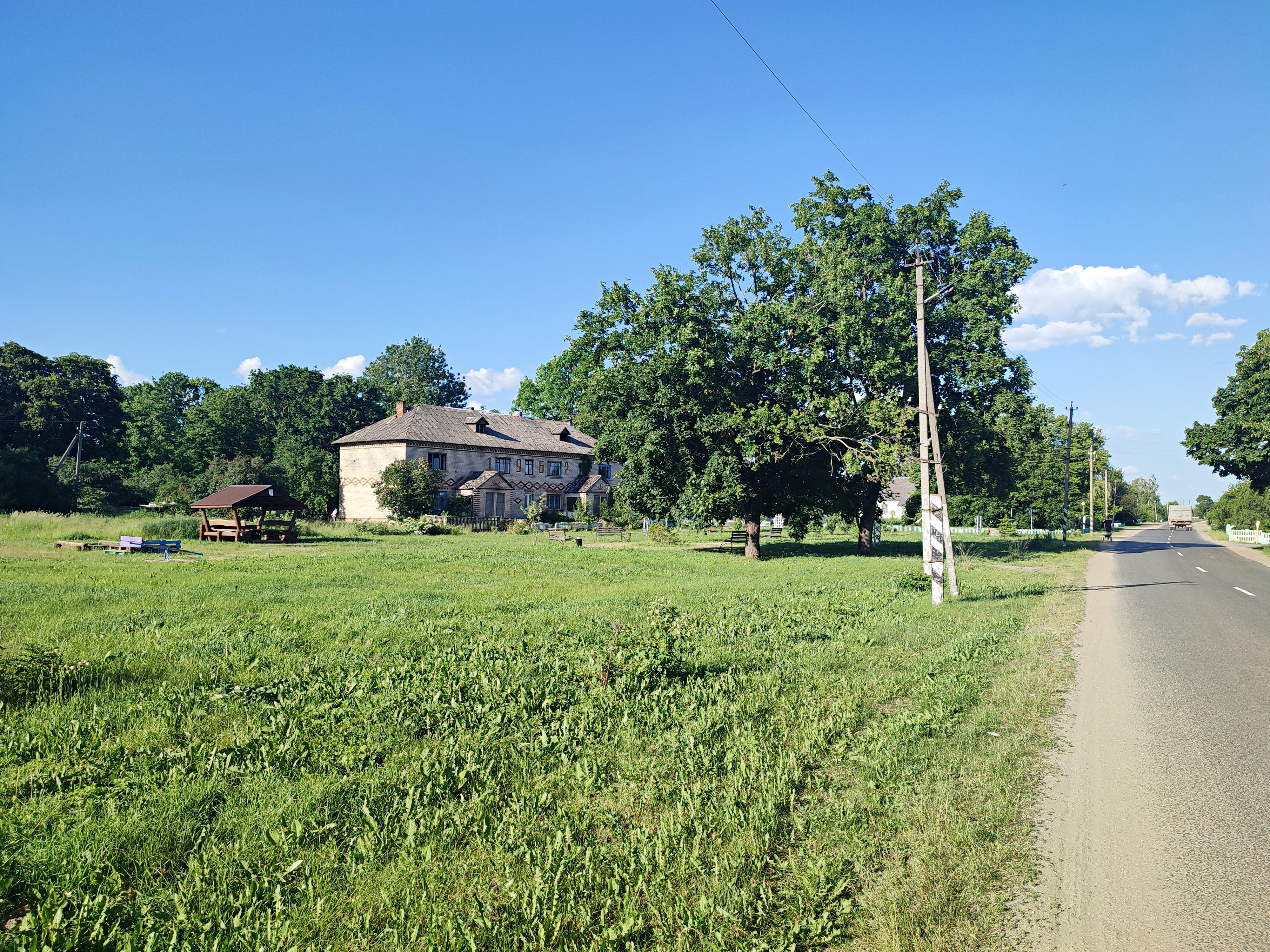